# Isaac H. Taylor

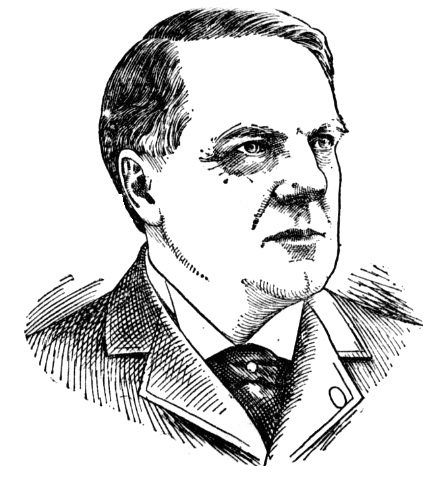
Isaac H. Taylor (1900)

Isaac Hamilton Taylor (* 18. April 1840 in New Harrisburg, Carroll County, Ohio; † 18. Dezember 1936 in Hartville, Ohio) war ein US-amerikanischer Politiker der Republikanischen Partei. Vom 4. März 1885 bis zum 3. März 1887 war er Mitglied des Repräsentantenhauses der Vereinigten Staaten für den 18. Kongressdistrikt des Bundesstaates Ohio.

## Biografie
Geboren wurde Taylor in New Harrisburg. Er besuchte die Schulen im Carroll County und studierte anschließend Jura. 1867 schloss er das Studium ab und wurde als Rechtsanwalt zugelassen. Seine Kanzlei eröffnete er in Carrollton. Zwischen 1870 und 1877 war er beim Carroll County beschäftigt. 
Zwischen 1885 und 1887 war Taylor Mitglied des US-Repräsentantenhauses für den 18. Distrikt von Ohio. Er wurde von seiner Partei für eine Wiederwahl nicht mehr nominiert. Er war anschließend wieder als Rechtsanwalt tätig. 1892 war er für seine Partei Delegierter bei der Republican National Convention. 
1936 starb Taylor in Hartville. Er wurde auf dem West Lawn Cemetery in Canton beigesetzt. Ab 1860 war er mit Sarah J. Elder verheiratet. Beide hatten 3 Kinder.